# Mount Veynberg
Mount Veynberg ist ein etwa 900 m hoher Berg an der Loubet-Küste des Grahamlands im Norden der Antarktischen Halbinsel. Auf der Arrowsmith-Halbinsel ragt er im südlichen Teil der Haslam Heights auf.
Das UK Antarctic Place-Names Committee benannte ihn 1960 nach dem russischen Physiker Boris Petrowitsch Weinberg (1871–1942), der 1936 Pionierarbeiten zu den mechanischen und zu Fließeigenschaften von Eis unter Laborbedingungen geleistet hatte.